# Brancus verdieri
Brancus verdieri är en spindelart som beskrevs av Berland, Millot 1941. Brancus verdieri ingår i släktet Brancus och familjen hoppspindlar. Inga underarter finns listade.